# 奇跡の人 (1998年のテレビドラマ)
『奇跡の人』（きせきのひと）は、1998年10月12日から12月14日まで日本テレビ系列で毎週月曜22:00 - 22:54（JST）に放送された、読売テレビ制作の連続テレビドラマ。主演は山崎まさよし。全10回。

## ストーリー
交通事故に遭い、脳死状態だった相馬克巳が奇跡的な回復を遂げる。そんな克巳が、足立康子との出会いで過去の記憶を取り戻して行くが…。

## キャスト
- 相馬克己：山崎まさよし
- 足立康子：松下由樹
- 藤原聡子：戸田菜穂
- 上条幸一：豊原功補
- 桜井晋太郎：植木等（特別出演）
- 船山竜也：勝村政信
- 河瀬由香：遊井亮子
- 大崎：北村一輝
- 谷口刑事：寺島進
- 相馬八重：松原智恵子
- 稲村正三：原田大二郎
- 足立真由子：THE ME
- 藤川守：青木堅治
- 袴田：石橋保
- 若林しほ
- 河原崎建三
- 角替和枝
- 松澤一之
- 椋木美羽
- 深水三章

## スタッフ
- チーフプロデューサー：山本和夫
- プロデューサー：堀口良則、霜田一寿
- 演出：山本和夫、大垣一穂、国本雅広、伊藤寿浩、岡本浩一
- 原作：真保裕一『奇跡の人』
- 脚本：横田理恵、尾崎将也
- 音楽：周防義和
- 主題歌：山崎まさよし「僕はここにいる」
- エンディングテーマ：加藤いづみ「切なく青い空のページ」
- 制作協力：THE WORKS
- 制作著作：よみうりテレビ

## 受賞歴
- 第19回ザテレビジョンドラマアカデミー賞
  - 新人俳優賞（山崎まさよし）

## サブタイトル
| 第1話                                                      | 10月12日 | 僕は8才の心でキミを好きになる | 11.5% |
| 第2話                                                      | 10月19日 | 僕の知らない僕                | 12.2% |
| 第3話                                                      | 10月26日 | 過去から来た使者              | 9.0%  |
| 第4話                                                      | 11月2日  | 目覚めた過去の愛              | 7.8%  |
| 第5話                                                      | 11月9日  | 細胞が記憶する愛              | 9.5%  |
| 第6話                                                      | 11月16日 | 僕は犯された                  | 9.8%  |
| 第7話                                                      | 11月23日 | 人殺しの記憶                  | 10.6% |
| 第8話                                                      | 11月30日 | サヨナラ8才                   | 9.6%  |
| 第9話                                                      | 12月7日  | 全記憶喪失の謎                | 9.9%  |
| 最終話                                                     | 12月14日 | 僕はここにいる                | 11.7% |
| 平均視聴率 10.2%（視聴率は関東地区・ビデオリサーチ社調べ） |          |                               |       |

## 関連商品
- 『奇跡の人 DVD-BOX』（バップ、2003年4月23日発売）
- 『奇跡の人』Vol.1・Vol.2（バップ、1998年12月21日発売、VHSの単品商品）
- 『奇跡の人』Vol.3・Vol.4（バップ、2000年1月21日発売、VHSの単品商品）

## 備考
原作は真保裕一の同名小説であるが、ドラマの内容はこれをもとにしたオリジナルストーリーであった。
テレビドラマ化の経緯について、真保は著書『夢の工房』の中で詳しく言及している。それによれば、ドラマの企画書を読んだ真保にはそれが「原作の設定だけを利用した別のドラマ」としか思えず、許諾を与える気にはなれないでいた。ところが、真保の知らないところで出版社とよみうりテレビとの間でテレビドラマ化の話は進み、真保が事態に気づいた時には既に制作がかなりのところまで進行してしまっていた。実際に制作に関わっていたスタッフやキャストに責任はなく、そうした人々に迷惑をかけることを良しとしなかった真保は、「原作を元にしたオリジナルストーリー」とのテロップを入れることを条件にテレビドラマ化を容認した。